# All the Pretty Little Horses
All the Pretty Little Horses – album brytyjskiego zespołu Current 93 wydany w 1996 roku. Głównymi tematami tekstów na płycie są śmierć, ból i filozofia. Natomiast sama muzyka opiera się w dużym stopniu na gitarze akustycznej.

## Lista utworów
1. „The Long Shadow Falls” – 2:15
2. „All The Pretty Little Horses” – 2:35
3. „Calling for Vanished Faces I” – 1:50
4. „The Inmost Night” – 2:16
5. „The Carnival Is Dead And Gone” – 3:11
6. „The Blood Bells Chime” – 3:00
7. „Calling for Vanished Faces II” – 4:10
8. „The Frolic” – 8:11
9. „The Inmost Light” – 1:45
10. „Twilight Twilight, Nihil Nihil” – 8:22
11. „The Inmost Light Itself” – 9:29
12. „All the Pretty Little Horses” – 2:34
13. „Patripassian” – 5:49

## Skład
- David Tibet : śpiew, smyczki, dzwony
- John Balance: śpiew w utworach 1, 10 & 11
- Michael Cashmore: gitara, bas, glockenspiel i fortepian
- Timothy d'Arch Smith: śpiew w utworze 10
- Lilith: śpiew w utworach 5, 7, 8, 9 & 11
- Geoff Cox-Doreé: śpiew w utworze 10
- Nick Cave: śpiew w utworach 12 & 13
- Joolie Wood: skrzypce, gwizdek i fortepian
- David Kenny: gitara i bas
- Salamah binti Isa: śpiew w utworze 10
- David Rowlnads: gitara hawajska